# Ben van Oosten
Ben van Oosten (Den Haag, 8 april 1955) is een Nederlands organist en muziekpedagoog. 

## Biografie
Op 11-jarige leeftijd kreeg Van Oosten zijn eerste aanstelling als kerkorganist en vier jaar later gaf hij zijn eerste orgelconcert in zijn geboorteplaats. Hij studeerde aan het Sweelinck-conservatorium in Amsterdam en studeerde orgel bij Albert de Klerk en piano bij Berthe Davelaar. In 1979 slaagde hij cum laude voor orgel solo. Hij voltooide zijn studies in Parijs bij André Isoir en Daniel Roth.
In de loop der tijd heeft Van Oosten zich gespecialiseerd in de Franse romantische orgelmuziek, die is geïnspireerd door de orgels van de 19e-eeuwse orgelbouwer Aristide Cavaillé-Coll. Van Oosten geldt als een van de belangrijkste interpreten van deze muziek en maakte opnamen van het integrale orgelwerk van Louis Vierne, Marcel Dupré, Camille Saint-Saëns en César Franck, de orgelsymfonieën van Charles-Marie Widor, de acht sonates van Alexandre Guilmant en orgelwerken van Jacques-Nicolas Lemmens en Louis James Alfred Lefébure-Wély. Van zijn hand verscheen een biografie van Widor.
Naast zijn concertagenda en privé-lespraktijk was Van Oosten hoofdvakdocent aan het conservatorium van Rotterdam. Sinds 1990 is hij daarnaast vaste organist van het Metzler-orgel van de Grote Kerk in Den Haag en artistiek leider van het jaarlijkse Internationaal Orgelfestival aldaar. Tevens is hij docent bij internationale academies, waaronder de Internationale Zomeracademie voor Organisten in het Internationaal Orgelfestival Haarlem en de McGill University Organ Academy in Montréal. Hij is vaak jurylid bij orgelconcoursen in diverse Europese steden. 
Voor zijn verdiensten voor de Franse orgelcultuur werd Van Oosten driemaal onderscheiden door de Société Académique Arts-Sciences-Lettres . De Franse regering benoemde hem tot ridder (1998) en bij bevordering tot officier (2011) in de Ordre des Arts et des Lettres. Bij zijn 40-jarig jubileum als internationaal concertorganist werd hij in 2010 benoemd tot Ridder in de Orde van de Nederlandse Leeuw. Cd-opnamen van Ben van Oosten werden bekroond met de Preis der deutschen Schallplattenkritik, de Echo Klassik, Le Choc du Monde de la Musique en de Diapason d'or.  
In november 2017 speelde hij met de pianiste Ellen Corver de wereldpremière van Confluences pour piano et orgue van zijn broer Roel van Oosten in het Orgelpark in Amsterdam. Dit werk voerden ze opnieuw uit tijdens het Internationaal Orgelfestival te Den Haag in augustus 2018.

## Discografie
- Marcel Dupré: Complete Works for Organ (vol. 1–12), 2000-2010
- César Franck: The Organ Works, 2018
- Alexandre Guilmant: Complete Organ Sonatas, 2007
- Louis James Alfred Lefébure-Wély: Organ Works, 2005
- Jacques-Nicolas Lemmens: Organ Works, 2000
- Camille Saint-Saëns: Complete Organ Works, 2012
- Louis Vierne: Complete Organ Symphonies, 1997
- Louis Vierne: 24 Pièces de Fantasie, 1999
- Louis Vierne: 24 Pièces en style libre and other works, 2001
- Charles-Marie Widor: Complete Works for Organ (vol. 1–7), 1993-1998
- Les Angélus: French Sacred Music for Soprano and Organ (with Margaret Roest), 2000
- Festival of French Organ Music (with music from Bonnet, Gigout, Dubois and Boëllmann), 2011
- Festival of English Organ Music, Vol. 1(with music from Hollins, Stanford, Whitlock and Elgar), 2014
- Festival of English Organ Music, Vol. 2 (with music from Elgar, Hollins, Parry, Smart, Ireland, 2015
- Bach: Fantasie & Fuga BWV 542 - Triosonate BWV 529 – Sinfonia BWV 29 (bewerkt door Marcel Dupré) – Partita Sei gegrüsset BWV 768. Opname 1983, heruitgebracht 2018. Orgel van de Grote Kerk (Breda)

- Bibliothèque nationale de France: cb135369767 (data)
- Gemeinsame Normdatei: 121239608
- International Standard Name Identifier: 0000 0000 7988 5569
- Library of Congress Control Number: nr90023646
- MusicBrainz: 8187b7da-9966-4fd7-9c6e-47e0e9e7cf5a
- Nationale Bibliotheek van Israël: 987007390673705171
- Nederlandse Thesaurus van Auteursnamen: 108909549
- Système universitaire de documentation: 130480835
- Virtual International Authority File: 29694192
- WorldCat: E39PBJjxrd6R33KkQwqCY3R3Qq